# Репин, Вадим Сергеевич
Вади́м Серге́евич Ре́пин (31 июля 1936 — 21 октября 2018) — член-корреспондент РАМН (1991), доктор медицинских наук, соросовский профессор, специалист в области медицинской клеточной биологии.

## Биография
Окончил 1-й Ленинградский медицинский институт в 1960 году.
Профессор кафедры био- и нанобиотехнологии факультета биотехнологии и органического синтеза Московской государственной академии тонкой химической технологии имени М. В. Ломоносова. 
Работал в МИТХТ с 1990 года. Читал курс лекций по молекулярно-клеточной биологии и биотехнологии.
Работал также в НИИ экспериментальной кардиологии КНЦ РАМН.

## Деятельность

### Научная деятельность
Вадим Сергеевич — автор более 350 научных работ, из которых более 250 опубликованы в ведущих международных научных журналах мира, и 5 монографий. Автор и соавтор 8 книг. Член редколлегии журнала «Бюллетень экспериментальной биологии и медицины».
Основные научные интересы: стволовые клетки человека и их применение в медицине; медицинская клеточная биология и биотехнология; клеточные механизмы атеросклероза; клеточные механизмы цирроза и других заболеваний печени.
Вадим Сергеевич создал первую в стране лабораторию культуры клеток и тканей в 1977 году, где оригинальными методами были получены культуры клеток сосудов, печени, кишечника человека для изучения клеточных и биохимических механизмов атеросклероза и нарушений липидного и липопротеидного обмена.
Научные партнеры: многолетнее сотрудничество с США, Францией, Германией, Финляндией, Англией в области клеточной биологии атеросклероза и клеточной биологии человека. В последние годы -совместные исследования с Институтом медицинской биологии и Отделом иммунологии ЦАГП РАМН, Институтом глазных болезней им. Гельмгольца.

### Преподавательская деятельность
1985 — 1997: профессор кафедры медицинской биотехнологии МИРЭА (курс лекций по молекулярной и клеточной биологии), лекции по университетам и школам России в качестве Соросовского профессора. Подготовил 32 кандидата наук и несколько докторов наук.
Умер в 2018 году. Урна с прахом захоронена в колумбарии на Донском кладбище.

## Научные труды
- Вадим Сергеевич Репин, Сабурина И. Н. (Некоммерческий институт регенеративной и клеточных технологий им. А. Я. Фриденштейна, Москва): Дормантные стволовые клетки (ДСК) в эмбриогенезе и канцерогенезе[4]
- «Отечественные записки», № 7 за 2002 г. «Эмбриональная столовая клеток: у истоков лабораторной жизни». (материал сетевого журнала «Отечественные записки»)[5]